# Arturo Herrera Gutiérrez
Arturo Herrera Gutiérrez (Actopan, Hidalgo; 21 de marzo de 1966) es un economista, político y empresario mexicano. Fue secretario de Hacienda y Crédito Público durante el gobierno del presidente Andrés Manuel López Obrador entre 2019 y 2021. Actualmente se desempeña como Director Global de Gobernanza en el Banco Mundial en Washington D. C.

## Biografía
Es licenciado en Economía por la Universidad Autónoma Metropolitana unidad Iztapalapa, donde se graduó en el período comprendido entre 1985 y 1989. Posteriormente, completó su formación académica obteniendo una maestría en Economía en El Colegio de México durante el período de 1989 a 1991, con una tesis titulada «El votante de la mediana, la distribución del ingreso y las preferencias electorales en México». Además, ha llevado a cabo estudios de doctorado en Economía en la Universidad de Nueva York, en Estados Unidos.
De 2010 a 2018, colaboró en el Banco Mundial como Gerente de Práctica: Gobernanza Práctica Global, Servicio Público y Desempeño para América Latina y el Caribe. Asimismo, de 2004 a 2006 fue secretario de Finanzas del Distrito Federal en las administraciones de Andrés Manuel López Obrador y Alejandro Encinas Rodríguez. En el ámbito académico, fue profesor en El Colegio de México y en la Universidad de Nueva York.
Herrera se desempeñó como subsecretario de Hacienda y Crédito Público del 13 de diciembre de 2018 al 9 de julio de 2019. En ese mismo día, fue designado secretario de Hacienda, tras la dimisión del entonces secretario Carlos Manuel Urzúa Macías, y ratificado por la Cámara de Diputados el 18 de julio del mismo año.
A pesar de que el 9 de junio del 2021 se dio a conocer que el sería el candidato propuesto por el presidente López Obrador para ocupar el cargo de gobernador del Banco de México, al término del periodo del gobernador Alejandro Díaz de León, en noviembre de 2021 se anunció que Herrera había sido descartado para la nominación. Siendo su Subsecretaria de Egresos, Victoria Rodríguez Ceja, quien fuera nominada finalmente como la primera gobernadora del Banco de México.
Actualmente, Herrera se desempeña como Director Global de Gobernanza en el Grupo de Práctica de Crecimiento Equitativo, Finanzas e Instituciones (EFI) en Washington D. C.